# Psyllo nitida
Psyllo nitida är en spindelart som beskrevs av Tord Tamerlan Teodor Thorell 1899. Psyllo nitida ingår i släktet Psyllo och familjen hjulspindlar. Inga underarter finns listade i Catalogue of Life.